# Мавзолей Имама Резы
Мавзолей имама Резы (перс. حرم امام رضا‎) — архитектурный комплекс в городе Мешхед, центр туризма и паломничества в Иране, ежегодно посещаемый 15—20 млн человек. Кроме собственно мавзолея аль-Резы комплекс включает в себя гробницы других почитаемых имамов, музей, библиотеку, кладбище, мечеть и несколько других построек.
Большая часть сооружений была возведена во времена правления Тимуридов и Сефевидов, хотя первое датированное сооружение украшено надписью начала XIV века, возведение купола относят к началу XIII века.

## История
Имам Реза был восьмым из двенадцати имамов, признаваемых шиитами-двунадесятниками. Он был крайне популярен в народе, но находился в опале у халифа Гарун аль-Рашида. В 818 году был убит аль-Мамуном, сыном Харун аль-Рашида, и похоронен рядом с гробницей Гаруна. Место получило название Мешхед ар-Рида («Место мученичества Резы»), и почиталось одинаково как суннитами, так и шиитами. Вокруг гробницы выросло поселение, превратившееся в город Мешхед.
Первый храм, построенный на месте погребения имама Резы, был разрушен Газневидом Себук-Тегином в 993 году. В 1009 году, его сын Махмуд Газневи приказал подновить и расширить храм.
Около 1150 года сельджукский правитель Ахмад Санджар приказал обновить сооружение после того, как его сын был там чудесным образом излечен. Следующее обновление было проведено хулагуидским ильханом Олджейту в 1310 году. Во время правления Шахруха его жена Гохаршад профинансировала строительство мечети, ныне называемой её именем.
20 июня 1994 года в мавзолее произошёл теракт.
23 мая 2024 года в мавзолее состоялась церемония похорон Ибрахима Раиси, погибшего в результате крушения на вертолёте.

## Посещение
Согласно иранскому законодательству, немусульмане не вправе посещать гробницу, однако данная норма исполняется не всегда строго — и не столько охраной гробницы, сколько самими паломниками.
Джордж Натаниэл Керзон, посетивший Мешхед в конце XIX века, решил не осматривать мечеть изнутри, дабы не осложнить этим межгосударственные отношения Персии с Великобританией. В 1935 году, когда шах Реза Пехлеви модернизировал страну и ослабил влияние религиозных деятелей, дочь Керзона Мэри-Айрон, баронесса Рейвенсдейл, оказалась среди первых европейцев, кто смог побывать внутри сооружения — она оставила описание этой поездки.